# Nils Dahlgren (skulptör)

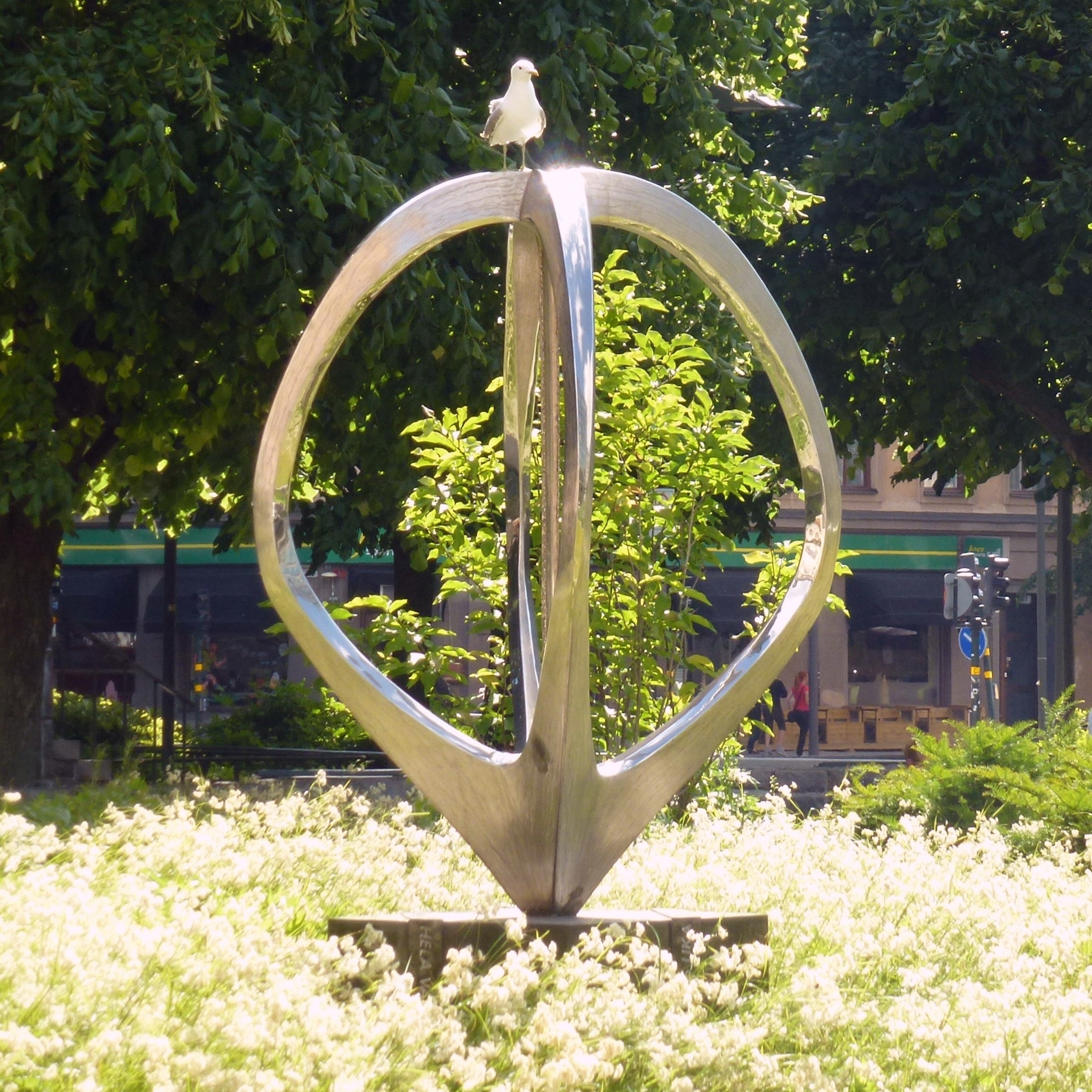
Nils Dahlgrens Mitt hjärta i världen på Norra Bantorget i Stockholm

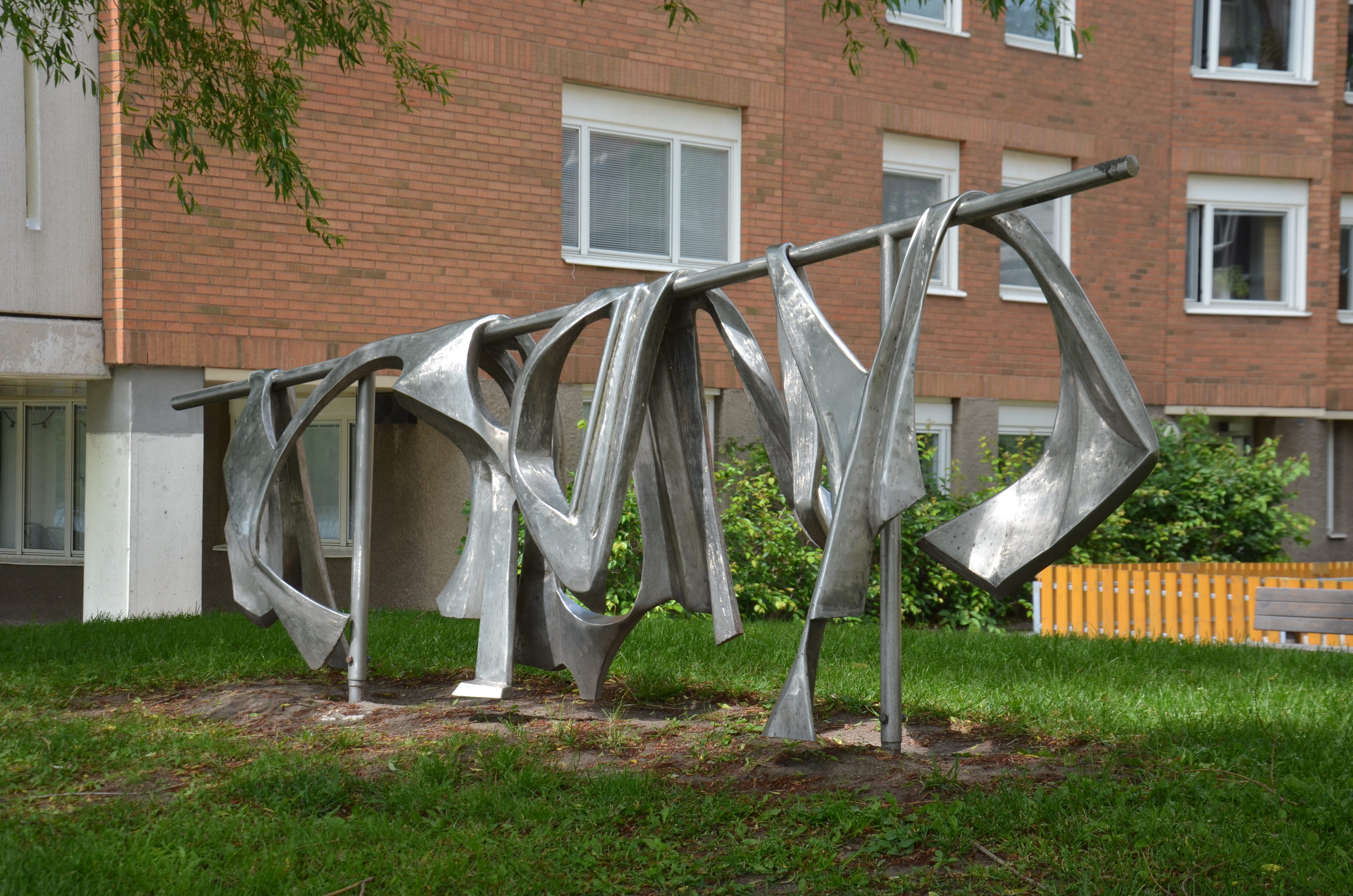
Nils Dahlgrens Fisknät på tork på Reimersholme i Stockholm

Nils Thure Dahlgren, född 10 november 1932 i Gävle, död 7 december 2019, var en svensk skulptör.
Dahlgren utbildade sig vid Konstfack i Stockholm 1962–1966. Han hade sin första separatutställning i stadshuset på Rhodos i Grekland 1974.
Nils Dahlgren är gravsatt i minneslunden på Nacka norra kyrkogård.

## Offentliga verk i urval
- Mitt hjärta i världen, rostfritt stål,1989, skulptur till Olof Palmes minne på Norra Bantorget i Stockholm
- Vingar, rostfritt stål, 2010, utanför Helsingborgs Dagblads officin i Helsingborg
- Fisknät på tork, 1978, rostfritt stål, kajpromenaden på Reimersholme i Stockholm